# Daniel Boucard
Pour les articles homonymes, voir Boucard.
Daniel Boucard, né le 6 août 1947 à Lizy-sur-Ourcq (Seine-et-Marne), est un écrivain et illustrateur français, spécialiste des arts populaires.

## Œuvres
- Daniel Boucard, Dictionnaire des outils et instruments pour la plupart des métiers, Jean-Cyrille Godefroy, Paris, 2006, 740 p. + xxxii pl.  (ISBN 2-86553-186-4)
- Daniel Boucard, Dictionnaire illustré et anthologie des métiers du Moyen Âge à 1914, Jean-Cyrille Godefroy, Paris, 2008, 676 p. + xxxii pl.  (ISBN 978-2-86553-205-6)

- Prix Alfred-Verdaguer 2009 de l'Académie française
- Daniel Boucard, Vocabulaire illustré des arts populaires, Eyrolles, Paris, 2014, 319 p.  (ISBN 978-2-212-13726-2)